# Luigi Allemandi
Pour les articles homonymes, voir Allemandi.
 (octobre 2014).
Si vous disposez d'ouvrages ou d'articles de référence ou si vous connaissez des sites web de qualité traitant du thème abordé ici, merci de compléter l'article en donnant les références utiles à sa vérifiabilité et en les liant à la section « Notes et références ».
Luigi Allemandi (né le 8 novembre 1903 à San Damiano Macra dans le Piémont, et mort le 25 septembre 1978 à Pietra Ligure en Ligurie) est un footballeur international et entraîneur italien.

## Biographie

### Joueur en club
Il joua dans des clubs italiens (FC Legnano, Juventus, Ambrosiana-Inter, AS Rome, AFC Venise et Lazio Rome) et remportant deux championnats d'Italie en 1926 et en 1930.
Il rejoint le club de la Juve en 1925, pour l'année du second scudetto du club, et dispute son premier match le 4 octobre 1925 lors d'un succès 6-1 sur Parme. Lors de la saison 1926-1927 alors qu'il évoluait toujours à la Juventus, Allemandi fut au centre d'un des plus grands scandales du football italien (appelé l'Affaire Allemandi). Peu avant le derby de Turin, contre le Torino, un des dirigeants de l'époque du Torino (le Dr. Nani) tenta de corrompre Allemandi pour que la Juve perde le match contre 35000 lires. Cet évènement eu pour conséquence le retrait du titre de champion au Torino.
Il joue sa dernière rencontre avec les turinois le 10 juillet 1927 lors d'une victoire 8-2 sur le Milan FC, avant de rejoindre le club de l'AS Ambrosiana.

### Joueur en sélection
En tant que défenseur, il fut international italien à 24 reprises (1925-1936) pour aucun but.
Sa première sélection fut honorée à Padoue, le 4 novembre 1925, contre la Yougoslavie, match qui se solda par une victoire italienne (2-1).
Il participa à tous les matchs de la Coupe du monde de football de 1934, en tant que titulaire. Il remporta ce tournoi avec l'Italie.
Sa dernière sélection fut honorée à Gênes, le 13 décembre 1936, contre la Tchécoslovaquie, qui se solda par une victoire italienne (2-0).

### Entraîneur
Il fut l'espace de quelques mois entraîneur de SS Lazio en 1939.

## Clubs
| - 1919-1921 : GC Legnanesi - 1921-1925 : FC Legnano - 1925-1927 : FBC Juventus - 1927-1935 : AS Ambrosiana-Inter - 1935-1937 : AS Rome - 1937-1938 : AFC Venise - 1938-1939 : Lazio Rome |  | - 1939 : Lazio Rome |

## Palmarès

### Club
| Juventus - Championnat d'Italie (1) : - Champion : 1925-26. |  | Inter - Championnat d'Italie (1) : - Champion : 1929-30. - Vice-champion : 1932-33, 1933-34 et 1934-35. |  | AS Roma - Championnat d'Italie : - Vice-champion : 1935-36. - Coupe d'Italie : - Finaliste : 1936-37. |

### Sélection
Italie
- Coupe du monde (1) :
  - Vainqueur : 1934.

- Coupe internationale (1) :
  - Vainqueur : 1933-1935.